# Hitachi Sundiva
Gli Hitachi Sundiva (日立サンディーバ?, Hitachi Sandība) sono una squadra di softball femminile giapponese con sede a Yokohama, Kanagawa. Sono membri della East Division della Japan Diamond Softball League (JD.League).

## Storia
I Sundiva furono fondati nel 1985 come squadra di softball della Hitachi Software (una fabbrica della Hitachi).
La Japan Diamond Softball League (JD.League) fu fondata nel 2022, e i Sundiva si unirono alla nuova lega come membri della East Division.

## Roster attuale
Aggiornato all'aprile 2022.
| Ruolo          | N.         | Nome             | Età        | Altezza             | Batte      | Lancia     | Note                                                |
| Giocatrici     | Giocatrici | Giocatrici       | Giocatrici | Giocatrici          | Giocatrici | Giocatrici | Giocatrici                                          |
| -------------- | ---------- | ---------------- | ---------- | ------------------- | ---------- | ---------- | --------------------------------------------------- |
| Lanciatrici    | 13         | Akari Tanai      | 27 anni    | 160 cm (5 ft 3 in)  | Sinistro   | Sinistro   |                                                     |
| Lanciatrici    | 16         | Masaki Sato      | 22 anni    | 167 cm (5 ft 6 in)  | Destro     | Destro     |                                                     |
| Lanciatrici    | 17         | Suzuka Hasegawa  | 26 anni    | 165 cm (5 ft 5 in)  | Sinistro   | Sinistro   |                                                     |
| Lanciatrici    | 18         | Mio Sakamoto     | 24 anni    | 163 cm (5 ft 4 in)  | Destro     | Destro     |                                                     |
| Lanciatrici    | 22         | Taylor McQuillin | 28 anni    | 173 cm (5 ft 8 in)  | Sinistro   | Sinistro   | Giocatrice ai Giochi Olimpici 2020                  |
| Ricevitrici    | 2          | Hiroyo Hattori   | 26 anni    | 162 cm (5 ft 4 in)  | Destro     | Destro     |                                                     |
| Ricevitrici    | 7          | Yui Sakamoto     | 28 anni    | 164 cm (5 ft 5 in)  | Destro     | Destro     |                                                     |
| Ricevitrici    | 32         | Nayu Kiyohara    | 33 anni    | 165 cm (5 ft 5 in)  | Destro     | Destro     | Giocatrice-coach Giocatrice ai Giochi Olimpici 2020 |
| Interne        | 1          | Kano Horiguchi   | 24 anni    | 160 cm (5 ft 3 in)  | Sinistro   | Destro     |                                                     |
| Interne        | 5          | Rio Sugimoto     | 27 anni    | 162 cm (5 ft 4 in)  | Destro     | Destro     |                                                     |
| Interne        | 6          | Ayumi Suzuki     | 32 anni    | 158 cm (5 ft 2 in)  | Destro     | Destro     |                                                     |
| Interne        | 9          | Honoka Sugiura   | 22 anni    | 165 cm (5 ft 5 in)  | Destro     | Destro     |                                                     |
| Interne        | 10         | Chiharu Nasu     | 28 anni    | 161 cm (5 ft 3 in)  | Destro     | Destro     |                                                     |
| Interne        | 12         | Miho Suzuki      | 22 anni    | 166 cm (5 ft 5 in)  | Sinistro   | Destro     |                                                     |
| Interne        | 23         | Hannah Flippen   | 29 anni    | 160 cm (5 ft 3 in)  | Destro     | Destro     |                                                     |
| Interne        | 28         | Rena Okoshi      | 24 anni    | 168 cm (5 ft 6 in)  | Destro     | Destro     |                                                     |
| Interne        | 33         | Haruna Moriyama  | 31 anni    | 165 cm (5 ft 5 in)  | Destro     | Destro     |                                                     |
| Esterne        | 3          | Sara Takase      | 26 anni    | 152 cm (4 ft 12 in) | Destro     | Destro     |                                                     |
| Esterne        | 8          | Natsumi Fujimori | 25 anni    | 168 cm (5 ft 6 in)  | Sinistro   | Destro     |                                                     |
| Esterne        | 11         | Ayana Karoji     | 24 anni    | 165 cm (5 ft 5 in)  | Destro     | Destro     |                                                     |
| Esterne        | 14         | Hinano Yamamoto  | 23 anni    | 161 cm (5 ft 3 in)  | Sinistro   | Sinistro   |                                                     |
| Esterne        | 15         | Midori Yamaguchi | 29 anni    | 161 cm (5 ft 3 in)  | Sinistro   | Destro     |                                                     |
| Esterne        | 20         | Yuika Hirata     | 22 anni    | 171 cm (5 ft 7 in)  | Destro     | Destro     |                                                     |
| Staff tecnico  |            |                  |            |                     |            |            |                                                     |
| Senior advisor | -          | Haruka Saito     | 54 anni    | -                   | -          | -          | Manager del Giappone ai Giochi Olimpici 2008        |
| Manager        | 30         | Shuji Murayama   | 42 anni    | -                   | -          | -          |                                                     |
| Coach          | 31         | Miho Kurita      | 36 anni    | -                   | -          | -          |                                                     |
| Coach          | 32         | Nayu Kiyohara    | 33 anni    | -                   | -          | -          | Giocatrice-coach                                    |